# Miss Montreal (album)
Miss Montreal is het debuutalbum van de Nederlandse band Miss Montreal.
Het album verscheen op 15 mei 2009 en werd voorafgegaan door de singles Just a Flirt en This Is My Life.

## Tracklist
1. 7 Friends
2. Rose
3. Just a Flirt
4. Every Time
5. In the Middle
6. Won't You Let Me Have My Way with You (Duet met Bertolf)
7. This Is My Life
8. Ricardo
9. This One's for You
10. So This Is Home
11. I Wanna Do Something Good
12. Addicted to Crying

## Hitnotering

### NederlandseAlbum Top 100
| Hitnotering: (Week 1 t/m 20) 23-05-2009 t/m 03-10-2009 Hitnotering: (Week 21 t/m 27) 24-10-2009 t/m 05-12-2009 Hitnotering: (Week 28 t/m 54) 26-12-2009 t/m 26-06-2010 Hitnotering (Week 55 t/m 56) 24-07-2010 t/m 31-07-2010 | Hitnotering: (Week 1 t/m 20) 23-05-2009 t/m 03-10-2009 Hitnotering: (Week 21 t/m 27) 24-10-2009 t/m 05-12-2009 Hitnotering: (Week 28 t/m 54) 26-12-2009 t/m 26-06-2010 Hitnotering (Week 55 t/m 56) 24-07-2010 t/m 31-07-2010 | Hitnotering: (Week 1 t/m 20) 23-05-2009 t/m 03-10-2009 Hitnotering: (Week 21 t/m 27) 24-10-2009 t/m 05-12-2009 Hitnotering: (Week 28 t/m 54) 26-12-2009 t/m 26-06-2010 Hitnotering (Week 55 t/m 56) 24-07-2010 t/m 31-07-2010 | Hitnotering: (Week 1 t/m 20) 23-05-2009 t/m 03-10-2009 Hitnotering: (Week 21 t/m 27) 24-10-2009 t/m 05-12-2009 Hitnotering: (Week 28 t/m 54) 26-12-2009 t/m 26-06-2010 Hitnotering (Week 55 t/m 56) 24-07-2010 t/m 31-07-2010 | Hitnotering: (Week 1 t/m 20) 23-05-2009 t/m 03-10-2009 Hitnotering: (Week 21 t/m 27) 24-10-2009 t/m 05-12-2009 Hitnotering: (Week 28 t/m 54) 26-12-2009 t/m 26-06-2010 Hitnotering (Week 55 t/m 56) 24-07-2010 t/m 31-07-2010 | Hitnotering: (Week 1 t/m 20) 23-05-2009 t/m 03-10-2009 Hitnotering: (Week 21 t/m 27) 24-10-2009 t/m 05-12-2009 Hitnotering: (Week 28 t/m 54) 26-12-2009 t/m 26-06-2010 Hitnotering (Week 55 t/m 56) 24-07-2010 t/m 31-07-2010 | Hitnotering: (Week 1 t/m 20) 23-05-2009 t/m 03-10-2009 Hitnotering: (Week 21 t/m 27) 24-10-2009 t/m 05-12-2009 Hitnotering: (Week 28 t/m 54) 26-12-2009 t/m 26-06-2010 Hitnotering (Week 55 t/m 56) 24-07-2010 t/m 31-07-2010 | Hitnotering: (Week 1 t/m 20) 23-05-2009 t/m 03-10-2009 Hitnotering: (Week 21 t/m 27) 24-10-2009 t/m 05-12-2009 Hitnotering: (Week 28 t/m 54) 26-12-2009 t/m 26-06-2010 Hitnotering (Week 55 t/m 56) 24-07-2010 t/m 31-07-2010 | Hitnotering: (Week 1 t/m 20) 23-05-2009 t/m 03-10-2009 Hitnotering: (Week 21 t/m 27) 24-10-2009 t/m 05-12-2009 Hitnotering: (Week 28 t/m 54) 26-12-2009 t/m 26-06-2010 Hitnotering (Week 55 t/m 56) 24-07-2010 t/m 31-07-2010 | Hitnotering: (Week 1 t/m 20) 23-05-2009 t/m 03-10-2009 Hitnotering: (Week 21 t/m 27) 24-10-2009 t/m 05-12-2009 Hitnotering: (Week 28 t/m 54) 26-12-2009 t/m 26-06-2010 Hitnotering (Week 55 t/m 56) 24-07-2010 t/m 31-07-2010 | Hitnotering: (Week 1 t/m 20) 23-05-2009 t/m 03-10-2009 Hitnotering: (Week 21 t/m 27) 24-10-2009 t/m 05-12-2009 Hitnotering: (Week 28 t/m 54) 26-12-2009 t/m 26-06-2010 Hitnotering (Week 55 t/m 56) 24-07-2010 t/m 31-07-2010 | Hitnotering: (Week 1 t/m 20) 23-05-2009 t/m 03-10-2009 Hitnotering: (Week 21 t/m 27) 24-10-2009 t/m 05-12-2009 Hitnotering: (Week 28 t/m 54) 26-12-2009 t/m 26-06-2010 Hitnotering (Week 55 t/m 56) 24-07-2010 t/m 31-07-2010 | Hitnotering: (Week 1 t/m 20) 23-05-2009 t/m 03-10-2009 Hitnotering: (Week 21 t/m 27) 24-10-2009 t/m 05-12-2009 Hitnotering: (Week 28 t/m 54) 26-12-2009 t/m 26-06-2010 Hitnotering (Week 55 t/m 56) 24-07-2010 t/m 31-07-2010 | Hitnotering: (Week 1 t/m 20) 23-05-2009 t/m 03-10-2009 Hitnotering: (Week 21 t/m 27) 24-10-2009 t/m 05-12-2009 Hitnotering: (Week 28 t/m 54) 26-12-2009 t/m 26-06-2010 Hitnotering (Week 55 t/m 56) 24-07-2010 t/m 31-07-2010 | Hitnotering: (Week 1 t/m 20) 23-05-2009 t/m 03-10-2009 Hitnotering: (Week 21 t/m 27) 24-10-2009 t/m 05-12-2009 Hitnotering: (Week 28 t/m 54) 26-12-2009 t/m 26-06-2010 Hitnotering (Week 55 t/m 56) 24-07-2010 t/m 31-07-2010 | Hitnotering: (Week 1 t/m 20) 23-05-2009 t/m 03-10-2009 Hitnotering: (Week 21 t/m 27) 24-10-2009 t/m 05-12-2009 Hitnotering: (Week 28 t/m 54) 26-12-2009 t/m 26-06-2010 Hitnotering (Week 55 t/m 56) 24-07-2010 t/m 31-07-2010 | Hitnotering: (Week 1 t/m 20) 23-05-2009 t/m 03-10-2009 Hitnotering: (Week 21 t/m 27) 24-10-2009 t/m 05-12-2009 Hitnotering: (Week 28 t/m 54) 26-12-2009 t/m 26-06-2010 Hitnotering (Week 55 t/m 56) 24-07-2010 t/m 31-07-2010 | Hitnotering: (Week 1 t/m 20) 23-05-2009 t/m 03-10-2009 Hitnotering: (Week 21 t/m 27) 24-10-2009 t/m 05-12-2009 Hitnotering: (Week 28 t/m 54) 26-12-2009 t/m 26-06-2010 Hitnotering (Week 55 t/m 56) 24-07-2010 t/m 31-07-2010 | Hitnotering: (Week 1 t/m 20) 23-05-2009 t/m 03-10-2009 Hitnotering: (Week 21 t/m 27) 24-10-2009 t/m 05-12-2009 Hitnotering: (Week 28 t/m 54) 26-12-2009 t/m 26-06-2010 Hitnotering (Week 55 t/m 56) 24-07-2010 t/m 31-07-2010 | Hitnotering: (Week 1 t/m 20) 23-05-2009 t/m 03-10-2009 Hitnotering: (Week 21 t/m 27) 24-10-2009 t/m 05-12-2009 Hitnotering: (Week 28 t/m 54) 26-12-2009 t/m 26-06-2010 Hitnotering (Week 55 t/m 56) 24-07-2010 t/m 31-07-2010 | Hitnotering: (Week 1 t/m 20) 23-05-2009 t/m 03-10-2009 Hitnotering: (Week 21 t/m 27) 24-10-2009 t/m 05-12-2009 Hitnotering: (Week 28 t/m 54) 26-12-2009 t/m 26-06-2010 Hitnotering (Week 55 t/m 56) 24-07-2010 t/m 31-07-2010 |
| Week | 01 | 02 | 03 | 04 | 05 | 06 | 07 | 08 | 09 | 10 | 11 | 12 | 13 | 14 | 15 | 16 | 17 | 18 | 19 | 20 |
| --- | --- | --- | --- | --- | --- | --- | --- | --- | --- | --- | --- | --- | --- | --- | --- | --- | --- | --- | --- | --- |
| Nummer | 15 | 21 | 33 | 31 | 34 | 32 | 35 | 33 | 39 | 41 | 32 | 37 | 50 | 62 | 48 | 60 | 90 | 78 | 71 | 97 |
| Week | | 21 | 22 | 23 | 24 | 25 | 26 | 27 | | 28 | 29 | 30 | 31 | 32 | 33 | 34 | 35 | 36 | 37 | 38 |
| Nummer | uit | 51 | 41 | 42 | 66 | 78 | 86 | 81 | uit | 79 | 64 | 87 | 32 | 43 | 35 | 41 | 49 | 54 | 54 | 57 |
| Week | 39 | 40 | 41 | 42 | 43 | 44 | 45 | 46 | 47 | 48 | 49 | 50 | 51 | 52 | 53 | 54 | | 55 | 56 | |
| Nummer | 71 | 91 | 75 | 55 | 68 | 75 | 67 | 92 | 67 | 82 | 97 | 73 | 71 | 75 | 81 | 80 | uit | 89 | 73 | uit |